# Jakob Ayrer

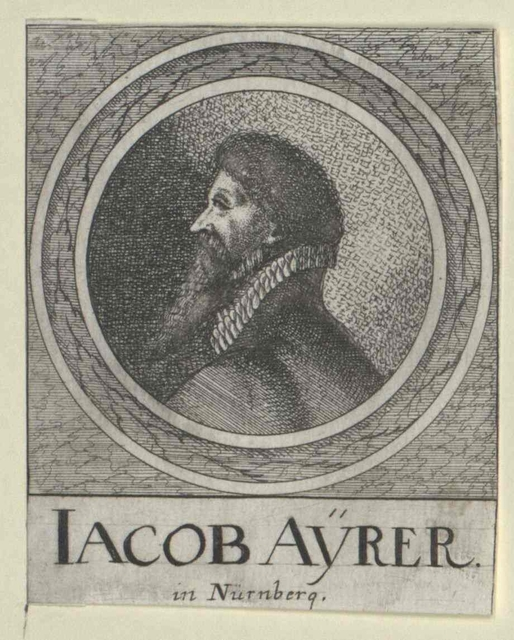
Jakob Ayrer

Jakob Ayrer der Ältere, auch Jacob Ayrer (* März 1544 in Nürnberg; † 24. März 1605 oder 1625 ebenda) war ein deutscher Dramatiker und Autor von Fastnachtsspielen.

## Leben
Über die Lebensumstände von Jakob Ayrer ist wenig bekannt. Er war der Sohn des Bildhauers Christoph Ayrer. Er lebte als Eisenhändler in Nürnberg, später ließ er sich in Bamberg nieder; wahrscheinlich um an der dortigen Universität dann vermutlich Theologie und Jura zu studieren. Während dieser Zeit ist er für einige Zeit als Prokurator nachweisbar.
1593 wurde er aus der Stadt ausgewiesen und er kehrte nach Nürnberg zurück. Dort bekam er bereits ein Jahr später das Bürgerrecht verliehen. Seinen Lebensunterhalt verdiente er als kaiserl. Notarius und Prokurator am Nürnberger Stadtgericht. Als solcher heiratete er 1568 Susanne Neukam. Mit ihr hatte er fünf Töchter und sechs Söhne, darunter den späteren Juristen Jakob Ayrer, den Jüngeren.
Ayrer war der letzte bedeutende Vertreter des Fastnachtspiels und ein sehr produktiver Autor. Es ist allerdings ungewiss, ob jemals eines seiner 106 Stücken (69 sind überliefert) eine Aufführung erlebt hatte.
Jakob Ayrer steht ganz in der Nachfolge von Hans Sachs. Ayrers Werk ist im Kontext mit dem Auftreten englischer Wanderschauspieler in Deutschland um das Jahr 1600 zu sehen. Neben Bearbeitungen von Werken William Shakespeares oder Robert Browns fand Ayrer seine Stoffe meistenteils in der griechischen Mythologie und der römischen Antike. Aber auch in den deutschen Volksbüchern und Schwänken nahm er literarische Anleihen.

Neuartig sind bei Ayrer die zahlreichen Bühnenanweisungen, die Übernahme der Narrenfigur Jan Posset, die Verwendung aufwendiger Kulissen und Kostüme und die Vielzahl von Akteuren auf der Bühne. Ayrers Werke verfolgen ein didaktisches Ziel und streben die religiös-moralische Besserung des Zuschauers an.
1618 veranlassten Freunde und Erben die Edition Opus Theatricum, eine Sammlung von 66 Werken Ayrers, zu seinem Angedenken. Gedruckt und veröffentlicht wurde diese von Balthasar Scherff in Nürnberg.

## Werke (Auswahl)
- Von der Erbauung Roms. 1595.
- Von der schönen Melusina. 1598.
- Von dreien bösen Weibern. 1598.
- Von zweien Brüdern aus Syragusa (nach William Shakespeare).
- Comedia von der Schönen Sidea. 1605.
- Spiegel weiblicher zucht und ehr. 1618.
- Opus Theatricum. Scherff, Nürnberg 1618.